# Consonante labiovelar
Las consonantes labiovelares son consonantes de doble articulación en el velo y los labios ([k͡p, g͡b, ŋ͡m, ʍ]). También se aplica el nombre a consonantes velares labializadas, como por ejemplo la aproximante [w] o la consonante articulada [kʷ].

## Consonantes propiamente labiovelares
Las consonantes propiamente labiovelares son oclusivas y nasales que entre las lenguas del mundo aparecen sobre todo en África central y oriental, y son relativamente comunes en el este de Nueva Guinea. Entre los sonidos labiovelares identificados en las lenguas del mundo están [k͡p, g͡b, ŋ͡m]. La lengua yélî dnye de la isla Rossel, Papúa Nueva Guinea, tiene consonantes labioalveolares, además de labiovelares. También en vietnamita aparecen oclusivas y nasales labiovelares, aunque sólo a final de palabra.
| IPA  | Descripción                | Ejemplo    | Ejemplo    | Ejemplo   | Ejemplo           |
| IPA  | Descripción                | Lengua     | Ortografía | IPA       | Significado       |
| ---- | -------------------------- | ---------- | ---------- | --------- | ----------------- |
| [k͡p] | oclusiva labiovelar sorda  | Logba      | ò-kpàyɔ̀    | [ò-k͡pàyɔ̀] | 'Dios'            |
| [g͡b] | oclusiva labiovelar sonora | Ewe        | Ewegbe     | [ɛβɛg͡be]  | 'el (idioma) Ewe' |
| [ŋ͡m] | nasal labiovelar           | vietnamita | cung       | [kuŋ͡m]    | 'sector'          |

Para pronunciar alguno de estos sonidos, se trata de pronunciar [k, g, ŋ] acercando simultáneamente los labios como se haría pronunciar [p, b, m]. Aunque el 90% de la oclusión labial y velar se solapan, el inicio velar ocurre ligerísimamente antes que el labial, y la relajación de la oclusión labial ocurre ligerísimamente después de la velar. Esas pequeñas diferencias de simultaneidad hace que la vocal precedente suena como si fuera seguida de una velar y la precedente como si fuera precedida de un labial y ese detalle fonético justifica el orden de escritura [k͡p] y [g͡b]. Sin embargo, estos sonidos claramente son una única consonante cuyas características fonéticas son muy diferentes de las secuencias dobles [kp] o [gb]. La lengua eggon, por ejemplo distingue fonémicamente entre las posibilidades /bg/, /gb/ y /g͡b/, ignorando el tono, en esa lengua tenemos por ejemplo:
| Consonante aislada | Consonante aislada | Secuencia doble | Secuencia doble |
| ------------------ | ------------------ | --------------- | --------------- |
| pom                | pesar              | kba             | cavar           |
| abu                | un perro           | bga             | golpear, matar  |
| aku                | una habitación     | ak͡pki           | un estómago     |
| gom                | romper             | g͡bga            | moler, triturar |
| k͡pu                | morir              | kpu             | arrodillarse    |
| g͡bu                | llegar             | gba             | dividir         |

Las oclusivas labio-velares también aparecen como eyectivas [k͡p’] e implosivas [ɠɓ] (el circunflejo de ligamiento no se ha escrito para facilitar la legibilidad). También aparecen en las lenguas del mundo aproximantes labiovelares como en japonés

## Consonantes velares labializadas
Las velares labializadas son los sonidos [kʷ], [gʷ] y [gʷh] (también escrito [xʷ]) articulados como las velares [k], [g] y [gh]/[x] con un avance simultáneo de los labios. Se habla del "redondeamiento labial". Descendiendo del indoeuropeo, estos sonidos se tratan de diferentes maneras en los grupos de lenguas. Dentro de las lenguas centum se mantienen en latín o aparecen como dentales, labiales y velares en griego y osco (p. ej. *kʷi- > lat. quis, gr. τίς, o. pis). En las lenguas satem las velares labializadas no se distinguen de las velares sencillas.